# Râul Carecna
Râul Carecna este un curs de apă, afluent al râului Siret. 